# Hamra distrikt, Gotland
Hamra distrikt är ett distrikt i Gotlands kommun och Gotlands län. 
Distriktet ligger på sydligaste delen av Gotland.

## Tidigare administrativ tillhörighet
Distriktet inrättades 2016 och utgörs av socknen Hamra.
Området motsvarar den omfattning Hamra församling hade vid årsskiftet 1999/2000.